# Павел Блонски
Павел Петрович Блонски (на руски: Па́вел Петро́вич Бло́нский) е съветски психолог, философ и педагог.

## Биография
Роден е на 14 май (по нов стил 26 май) 1886 година в Киев, днес Украйна. През 1902 г. постъпва в историко-филологическия факултет на Киевският университет, където завършва през 1907 и получава златен медал за работата си озаглавена „Проблема за реалността при Бъркли“. От 1913 е доцент, а впоследствие като член на партията на есерите е нееднократно арестуван до 1917 г.
От 1919 г. ръководи Московската академия за народно образование. Неговите възгледи все повече се разминават с тези на неговия ръкодовител Георги Челпантов, доколкото Блонски се стреми към преустройство на психологията на основата на материалистичния светоглед. По този начин Блонски е не толкова материалист, колкото противник на интроспекционизма, който по това време отдавна е изгубил позиции на Запад под натиска на бихевиоризма, но запазил в Русия своите позиции в очите на Георги Челпантов, Николай Лоски, Семьон Франк и други. На свой ред той разглежда психологията като наука за поведението, повтаряйки постулата на бихевиоризма.
Умира на 15 февруари 1941 година в Москва на 56-годишна възраст.